# Fritz Cropp
Fritz Cropp (* 25. Oktober 1887 in Oldenburg (Oldb); † 6. April 1984 in Bremen) war ein deutscher Arzt, Medizinalbeamter und Nationalsozialist.

## Leben
Der Sohn eines Fabrikbesitzers studierte Medizin an der Philipps-Universität Marburg und wurde 1906 im Corps Hasso-Nassovia recipiert. 1912 wurde er in Marburg zum Dr. med. promoviert. Nach dem Ersten Weltkrieg ließ er sich 1920 als Stadtarzt in Delmenhorst nieder. Ein Jahr zuvor war er in die Deutschnationale Volkspartei eingetreten sowie 1923 in den Alldeutschen Verband. Zum 1. Juni 1931 folgte sein Übertritt zur NSDAP (Mitgliedsnummer 546.654) und er schloss sich im selben Jahr auch der SA an (Sanitätsoberführer; 1939). Daneben war er noch Mitglied im Nationalsozialistischen Deutschen Ärztebund. Für die NSDAP trat Cropp als Gauredner auf. Seit 1932 saß er für die Partei im Oldenburgischen Landtag.
In Oldenburg wurde Fritz Cropp 1933 zum Landesmedizinalrat ernannt. Zwei Jahre später, 1935, folgte seine Versetzung nach Berlin, wo er als Ministerialrat in der Abteilung IV (Gesundheitswesen und Volkspflege) im Reichsinnenministerium tätig war. Seit 1939 war er Ministerialdirigent, später wurde er Ministerialdirektor und stellvertretender Leiter der Gesundheitsabteilung des Ministeriums. Ab 1940 war Fritz Cropp maßgeblich in die nationalsozialistische „Euthanasie“, die sogenannte Aktion T4, involviert. Als Vorgesetzter von Herbert Linden, einem der Hauptorganisatoren der Aktion T4, war er zuständig für Krankenverlegungen. Von 1943 bis zum Kriegsende hatte er die Funktion des Generalreferenten für Luftkriegsschäden inne.
Nach der Internierung in Neuengamme ließ er sich als praktischer Arzt in Delmenhorst nieder. Nach einem Urteil des Landesentnazifizierungsausschusses in Oldenburg  „politisch nicht tragbar“, durfte er sich nicht mehr politisch engagieren. Seit 1949 war Cropp Berater beim Centralausschuß West der Inneren Mission in Bethel. Er trat 1952 in den Ruhestand und bezog als ehemaliger Ministerialbeamter eine Pension.